# Сумираго
Сумираго (итал. Sumirago) — коммуна в Италии, располагается в провинции Варесе области Ломбардия.
Население составляет 6032 человека (на 2004 г.), плотность населения составляет 532 чел./км². Занимает площадь 11 км². Почтовый индекс — 21040. Телефонный код — 0331.
Покровителем коммуны почитается святой Лаврентий, празднование 10 августа.